# Agreste Paraibano
Agreste Paraibano is een van de vier mesoregio's van de Braziliaanse deelstaat Paraíba. Zij grenst aan de mesoregio's Borborema, Agreste Pernambucano (PE), Mata Pernambucana (PE), Mata Paraibana en Agreste Potiguar (RN). De mesoregio heeft een oppervlakte van ca. 12.914 km². In 2006 werd het inwoneraantal geschat op 1.180.886.
Acht microregio's behoren tot deze mesoregio:
- Brejo Paraibano
- Campina Grande
- Curimataú Ocidental
- Curimataú Oriental
- Esperança
- Guarabira
- Itabaiana
- Umbuzeiro

Mesoregio's: Agreste Paraibano · Borborema · Mata Paraibana · Sertão Paraibano

Microregio's: Brejo Paraibano · Cajazeiras · Campina Grande · Cariri Ocidental · Cariri Oriental · Catolé do Rocha · Curimataú Ocidental · Curimataú Oriental · Esperança · Guarabira · Itabaiana · Itaporanga · João Pessoa · Litoral Norte · Litoral Sul · Patos · Piancó · Sapé · Seridó Ocidental · Seridó Oriental · Serra do Teixeira · Sousa · Umbuzeiro